# Jacona
Jacona är en kommun i Mexiko.   Den ligger i delstaten Michoacán de Ocampo, i den centrala delen av landet, 300 km väster om huvudstaden Mexico City.
Följande samhällen finns i Jacona:
- Rancho Nuevo
- Colonia el Barril
- Colonia Antorcha Campesina
- San José el Platanal
- Tamándaro